# Пшилесе (Опольське воєводство)
Пшилесе (пол. Przylesie, нім. Konradswaldau) — село в Польщі, у гміні Ольшанка Бжезького повіту Опольського воєводства.
Населення — 777 осіб (2011).
У 1975-1998 роках село належало до Опольського воєводства.

## Демографія
Демографічна структура станом на 31 березня 2011 року:
|          | Загалом | Допрацездатний вік | Працездатний вік | Постпрацездатний вік |
| -------- | ------- | ------------------ | ---------------- | -------------------- |
| Чоловіки | 397     | 75                 | 275              | 47                   |
| Жінки    | 380     | 71                 | 201              | 108                  |
| Разом    | 777     | 146                | 476              | 155                  |